# Aermacchi Ala Azzurra
Die Aermacchi Ala Azzurra ist ein Motorrad, das die italienische Firma Aeronautica Macchi (später Aermacchi-Harley-Davidson) von 1957 bis 1967 herstellte. „Ala azzurra“ bedeutet im Deutschen „Himmelblauer Flügel“.

## Geschichte
Das erste Motorrad des Herstellers mit einem Hubraum von mehr als 150 cm³, die Aermacchi Chimera 175, präsentiert zum Jahresende 1956, konnte sich wegen ihrer Verkleidung und ihres dadurch ungewöhnlichen Aussehens auf dem Markt nicht durchsetzen. Auch die Version mit vergrößertem Motor, die im Jahr darauf herauskam, brachte nicht den gewünschten Verkaufserfolg. Daher entschloss sich der Hersteller, daneben noch zeitgemäß unverkleidete Motorräder anzubieten.
Die 250er-Maschine aus dieser Reihe war die Ala Azzurra. Daneben gab es auch die Modelle Ala Bianca und Ala Rossa mit 175er-Motoren. Aus der Ala Azzurra wurde das Sportmodell Ala Verde entwickelt.

## Technik

### Motor und Antrieb
Die Ala Azzura hat einen fahrtwindgekühlten Einzylinder-Viertaktmotor mit fast waagerecht liegendem Zylinder und Schrägstromvergaser mit Rundschieber mit 22 mm Durchlass. Auf dem linken Stumpf der zweifach gelagerten Kurbelwelle befindet sich eine Mehrscheiben-Ölbadkupplung, über die die Motorkraft an ein geradverzahntes Vierganggetriebe weitergeleitet wird. Das Getriebe wird mit einer Schaltwippe an der rechten Motorseite geschaltet. Das Hinterrad wird über eine Kette angetrieben.
Die beiden hängenden Ventile sind über Stoßstangen und Kipphebel von der unten liegenden Nockenwelle angesteuert, an deren rechten Ende der Unterbrecherkontakt der Batteriezündung (Batterie: 6 V / 7 Ah) angebracht ist.
Der Tank hat ein Volumen von 18 Litern. Das verchromte Auspuffrohr ist an der rechten Maschinenseite nach hinten gezogen und endet in einem Schalldämpfer in Zigarrenform.

### Rahmen und Fahrwerk
Die Ala Azzurra besitzt einen Zentralrohr-Brückenrahmen ohne Heckausleger. Die Hinterradschwinge ist über zwei seitlich angeordnete Federbeine abgestützt. Das Vorderrad sitzt in einer Upside-Down-Gabel.

### Räder und Bremsen
Vorn und hinten sind 17-Zoll-Drahtspeichenräder mit Vollnaben-Trommelbremsen eingebaut. Die hintere Bremse wird über einen Fußhebel an der linken Motorseite und ein Gestänge bedient, die vordere mit einem Handhebel am Lenker und einem Seilzug.

### Technische Daten
Folgende Angaben lassen sich finden.
| Typ                   | Ala Azzurra               |
| Bauzeitraum           | 1957–1967                 |
| Hubraum               | 246,2 cm³                 |
| Bohrung × Hub         | 66 mm × 72 mm             |
| Verdichtung           | 7 : 1                     |
| Leistung              | 13,7 PS (10,1 kW)         |
| bei Drehzahl          | 6500/min                  |
| Getriebe              | 4-Gang                    |
| Radstand              | 1270 mm                   |
| Maße (L × B × H)      | 1920 mm × 600 mm × 880 mm |
| Leergewicht           | 112 kg                    |
| Reifen vorne/hinten   | 2,50″ × 17″ / 3,00″ × 17″ |
| Bremsen vorne/hinten  | Trommeln, 160 mm/140 mm   |
| Höchstgeschwindigkeit | 125 km/h                  |
| Benzinverbrauch       | ca. 3,00 l / 100 km       |